# Ole Madsen
Ole Madsen (Copenaghen, 21 dicembre 1934 – 26 marzo 2006) è stato un calciatore danese, di ruolo attaccante.

## Carriera
Giocò in patria per il BK Stefan e per l'Hellerup ed in Olanda per lo Sparta Rotterdam, con cui vinse una Coppa dei Paesi Bassi nel 1966. Fu calciatore danese dell'anno nel 1964, anno in cui raggiunse anche il quarto posto agli Europei con la sua Nazionale.

## Palmarès

### Club
- Coppa dei Paesi Bassi: 1

Sparta Rotterdam: 1965-1966

### Individuale
- Calciatore danese dell'anno: 1

1964